# Котлярський Борис Моїсейович
Борис Моїсейович Котлярський (1 січня 1914, Насташка — 3 вересня 1993, Київ) — радянський офіцер-артилерист, Герой Радянського Союзу, в роки Німецько-радянської війни командир 814-го артилерійського полку 274-ї стрілецької дивізії 69-ї армії 1-го Білоруського фронту.

## Біографія
Народився 1 січня 1914 року в селі Насташка (нині Рокитнянського району Київської області) в сім'ї службовця. Єврей. Член ВКП(б) з 1942 року. Закінчив сім класів неповної середньої школи. Працював електромонтером Пролетарського паровозоремонтного заводу в Ленінграді.
У 1935 році призваний до лав Червоної Армії. У 1938 році закінчив Київське артилерійське училище. Учасник вторгнення СРСР до Польщі в 1939 році. У боях німецько-радянської війни з червня 1941 року. Був помічником начальника штабу полку, командував артилерійським дивізіоном резерву Головного Командування, артилерійською батареєю і артилерійським полком.
29 липня 1944 року 814-й артилерійський полк під командуванням підполковника Б. М. Котлярського вогнем забезпечив вихід стрілецької дивізії до річки Вісла у районі населеного пункту Гури за 10 кілометрів на південь від міста Пулави (Польща) і форсування річки підрозділами дивізії. Б. М. Котлярський організував своєчасну переправу полку на лівий берег річки і відкриття вогню по контратакуючій групі противника. 14 січня 1945 року керував вогнем полкової артилерійської групи і забезпечив прорив укріпленої смуги ворога, форсування річок Пилиця, Варта.
Указом Президії Верховної Ради СРСР від 27 лютого 1945 року за успішне забезпечення форсування річок Західний Буг, Вісла і Одер підполковнику Борису Моїсейовичу Котлярському присвоєно звання Героя Радянського Союзу з врученням ордена Леніна і медалі «Золота Зірка» (№ 4699).
У 1946 році закінчив Вищу офіцерську артилерійську школу, в 1952 році — Військову академію імені М. В. Фрунзе, у 1958 році — Вищі академічні курси при Військовій артилерійської командної академії. З 1960 року полковник Б. М. Котлярський — у відставці. 

Могила Бориса Котлярського

Жив у Києві. Помер 3 вересня 1993 року. Похований на Лісовому кладовищі.

## Нагороди
Нагороджений орденом Леніна, двома орденами Червоного Прапора, орденом Богдана Хмельницького 2-го ступеня, орденом Суворова 3-го ступеня, орденом Вітчизняної війни 1-го ступеня, орденом Червоної Зірки, медалями.